# Kao Kim Hourn
Kao Kim Hourn (en khmer : កៅ គឹមហួន), né le 28 mai 1966 dans la province de Kompong Cham, est un homme politique cambodgien. 
Il est ministre délégué auprès du Premier ministre du Royaume du Cambodge, membre du Conseil national suprême de l'économie de l'université du Cambodge, chargé de recherche à l'Institut Jeffrey Cheah sur l'Asie du Sud-Est, membre du Conseil mondial de la Société asiatique et membre du conseil d'administration de Worldwide Support for Development (WSD). 
Son titre officiel est Son Excellence Dr Kao Kim Hourn.
Il a été impliqué dans la fonction publique cambodgienne et les groupes de réflexion depuis son retour au Cambodge en 1993, après avoir été formé aux États-Unis. Il a joué un rôle essentiel dans l’intégration du Cambodge à l'Asean en 1999 et a continué d’être un chef de file pour les affaires internationales au Cambodge, en tant que conseiller du ministère des Affaires étrangères et de la Coopération internationale (2001-2003) et secrétaire d’État au ministère des Affaires étrangères et de la Coopération internationale (2004-2013). Dr Kao Kim Hourn a fondé l'Université du Cambodge (UC) en 2003, qui est devenue une université cambodgienne de haut rang sous son mandat de président. 
Depuis, il a contribué à la création de deux groupes de réflexion : le Forum économique de l'Asie et le Dialogue asiatique sur le développement des religions. En outre, il a également contribué à la création du réseau de télévision et de radio de l'Asie du Sud-Est, connu sous le nom de SEATV et Radio. En 2014, il a fondé l'École des affaires gouvernementales et des relations internationales de Techo Sen de l'Université du Cambodge, destinée à offrir une formation de haut niveau aux administrateurs, aux décideurs et aux jeunes leaders. En 2015, Dr Kao Kim Hourn a fondé le Collège des médias et de la communication de l'Université du Cambodge pour promouvoir une formation de qualité en journalisme et en communication et offrir aux étudiants une formation pratique à la SEATV et à la radio FM 106.

## Biographie
Après la Guerre civile cambodgienne (1967-1975), les Khmers rouges se sont emparés du pouvoir et ont commis des crimes de génocide (1975-1979). Kao Kim Hourn a reçu très peu d'éducation formelle durant son enfance en raison des conditions instables et violentes au Cambodge à l'époque. 
Sa famille a obtenu le statut de réfugiée en 1981, et a finalement déménagé à Herndon (Virginie). Là, Kao Kim Hourn s'est inscrit au lycée. Il avait 16 ans à l'époque et avait très peu d'expérience en éducation et aucune formation en anglais. Cependant, il a eu beaucoup de succès et a obtenu son diplôme de baccalauréat trois ans plus tard, soit en 1985. Il a ensuite fréquenté l'université Baylor à Waco, au Texas, où il a fait sa licence en études sur l’Asie. Il a reçu une bourse de recherche nationale à l'université de l'Ohio à Athens pour son programme de mastère. Et en 1991, il a obtenu deux mastères en sciences politiques et affaires internationales. De plus, il est titulaire d'un doctorat en sciences politiques de l'Université d'Hawaï à Mānoa à Honolulu. Il a reçu un doctorat honorifique en service public de l'université de l'Ohio en 2007 ainsi qu'un autre doctorat honorifique en littérature de l'Institut indien de technologie industrielle de Kalinga (KIIT University) en Inde en 2014.
Kao Kim Hourn a reçu une subvention du Fonds d’Asie pour mener des recherches sur les opérations de maintien de la paix des Nations unies au Cambodge et est revenu à Phnom Penh en janvier 1993, juste 5 mois avant les élections administrée par l'Autorité provisoire des Nations unies au Cambodge (APRONUC).

### Expériences professionnelles
Il a été nommé directeur de l'Institut des relations internationales khmères et a occupé ce poste de 1993 en 1994. Au cours de son mandat de directeur, il a développé le projet de responsabilité publique et de transparence au Cambodge (CPAT) avec le soutien financier du Fonds d’Asie. Le projet, l'un des premiers projets de lutte contre la corruption dans le pays, n'a pas reçu de financement suffisant et n'a donc pas pu produire de résultats significatifs. Le projet a ensuite été transformé en Centre pour le développement social (CDD) lorsque Kao Kim Hourn a lancé un autre groupe de réflexion, l'Institut cambodgien pour la coopération et la paix (CICP).
Kao Kim Hourn a travaillé en tant que premier directeur exécutif du CICP pendant dix ans, jusqu'en 2004, même s'il est resté membre du conseil d'administration (depuis 2004),. Le CICP a joué un rôle de premier plan en aidant le Cambodge à devenir membre de l'Association des nations de l'Asie du Sud-Est en 1999, des Instituts d'études stratégiques et internationales de l'ASEAN et le Conseil pour la coopération en matière de sécurité en Asie-Pacifique (CSCAP) pendant le mandat de Kao Kim Hourn. 
Il a publié de nombreux ouvrages sur les relations entre l'ASEAN et le Cambodge-ASEAN,, et a acquis une expérience significative dans l'ASEAN grâce aux activités des Instituts d'études stratégiques et internationales de l'ASEAN. Son séjour au CICP a également impliqué d'importantes interactions avec le gouvernement royal du Cambodge, en tant que conseiller du ministère des Affaires étrangères et de la Coopération internationale.
Kao Kim Hourn a été conseiller du ministre des Affaires étrangères et de la Coopération internationale du gouvernement royal du Cambodge de 1996 en 1998 et de 2001 en 2004, ayant rang de sous-secrétaire d'État. Il est également devenu membre du Conseil national suprême de l'économie ayant rang de ministre lorsque la SNEC a été fondée en 1999 et il jouit de cette qualité depuis.
En 2003, Kao Kim Hourn a cofondé l'université du Cambodge (UC). L’UC offre des programmes d'études basés sur le système de crédit américain, avec des cours dispensés en anglais. Kao Kim Hourn a été inspiré par la création d'un établissement d'enseignement supérieur cambodgien modélisé de manière similaire aux États-Unis, qui met l'accent sur le développement de la pensée critique et de la résolution de problèmes des étudiants. Ces valeurs sont reflétées dans la vision et la mission de l'Université du Cambodge,. Sous sa direction, l'Université du Cambodge a créé la Faculté des médias et de la communication pour former des étudiants à un large éventail de carrières dans le domaine du journalisme et de la production télévisuelle.
L'université du Cambodge a créé deux groupes de réflexion sous la direction de Kao Kim Hourn : le Forum économique pour l'Asie (AEF) et le Dialogue pour le développement des religions en Asie qui relèvent tous les deux de l'université.
Kao Kim Hourn est membre du comité des fondateurs et vice-président d'AEF, créé par l’UC en mai 2005. L'AEF est un groupe de réflexion qui encourage le dialogue politique autour des grands enjeux de la région d’Asie-Pacifique. L'AEF a généralement eu lieu chaque année à Phnom Penh.
Kao Kim Hourn est également secrétaire général du Dialogue pour le développement des confessions asiatiques (AFDD), fondé par Dr Haruhisa Handa en décembre 2006. Le but de l'AFDD est de renforcer le dialogue entre les différents groupes religieux et rapprocher les communautés de foi pour atteindre les objectifs humanitaires et de développement.
En 2004, il a été nommé secrétaire d'État aux Affaires étrangères et à la Coopération internationale, poste qu'il a occupé jusqu'en 2013. Au cours de son mandat de secrétaire d'État, Kao Kim Hourn a beaucoup travaillé avec l'ASEAN, développant ainsi des relations et gérant la participation du Cambodge aux nombreux mécanismes de l'organisation.À ce titre, il a joué un rôle clef dans le développement et la négociation de la Charte de l'ASEAN en tant que représentant du Cambodge au Groupe de travail de haut niveau de l'ASEAN sur la rédaction de la Charte de l'ASEAN. De plus, pour l'ASEAN, Kao Kim Hourn était également responsable de l'ASEAN + 3, des mécanismes de l'ASEAN + 1, du Forum régional de l'ASEAN, du Sommet de l'Asie de l'Est et de la Réunion Asie-Europe (ASEM).
Depuis 2006, Kao Kim Hourn est vice-président du Conseil consultatif de l'Institut des relations internationales du Cambodge à la présidence du Conseil des ministres.
En 2007, la Télévision d'Asie du Sud-Est et la Radio d'Asie du Sud-Est, populairement connues sous le nom de SEATV, ont été créées par Kao Kim Hourn. Le siège social de la SEATV est situé sur le campus de Phnom Penh à l’UC et est utilisé conjointement avec la Faculté des médias et de la communication de l'Université de Cambodge pour les composantes pratiques du diplôme.
Il a également été membre du conseil d'administration du Worldwide Support for Development basé à Tokyo depuis 2008. Il a également été membre du Comité permanent de la Croix-Rouge du Cambodge pour deux mandats, chacun pouvant durer jusqu'à cinq ans (premier mandat : 2008-2013, deuxième mandat : de 2013 jusqu’à présent). Il a été membre suppléant de la représentation nationale cambodgienne au Conseil de sécurité politique de l'ASEAN d'août 2009 à septembre 2013, ainsi que secrétaire général du secrétariat national de l'ASEAN au Cambodge de 2004 en 2013.
En 2013, il a été promu ministre délégué auprès du Premier ministre du Royaume du Cambodge, chargé des Affaires étrangères et de l'ASEAN, dont il s’occupe depuis. D'octobre 2016 à mai 2017, il a été vice-président du Comité interministériel du Cambodge pour le Forum économique mondial sur l'ASEAN 2017. Il est actuellement chargé de recherche à l'Institut Jeffrey Cheah sur l'Asie du Sud-Est et également membre du Conseil mondial de la société d’Asie.

### Vie personnelle
Kao Kim Hourn est né en 1966 dans le district de Koh Sotin, province de Kompong Cham, Cambodge. Son père était enseignant tout au long de sa vie, sauf pendant la période des Khmers rouges où l'éducation était interdite et les enseignants étaient ciblés et tués. En raison des conditions incroyablement violentes dans la nation, sa famille et lui ont passé leur temps à vivre dans des camps de réfugiés à la frontière khméro-thaïlandaise après la chute des Khmers rouges en 1979. Ils ont finalement déménagé aux États-Unis en tant que réfugiés. Après une longue interruption de l'éducation formelle, Kao Kim Hourn a terminé sa formation aux États-Unis. Kao Kim Hourn habite à Phnom Penh avec sa femme et ses deux enfants. Son épouse, Khem Rany, est membre du conseil d'administration et vice-présidente des affaires générales de l'université du Cambodge, directrice générale de la télévision et de la radio d’Asie du Sud-Est et fondatrice et directrice générale de la Production d’Asie du Sud-Est.

## Publications
- Perspectives of A Cambodia Development for Peace in the Context of Southeast Asian Integration (1995)[35]
- Cambodia in ASEAN (1995)[36]
- Peace from the Heart (1996), avec Samraing Kamsan[37]
- Peace and Cooperation: Alternative Paradigms (1997) avec Din Merican[38]
- ASEAN Free Trade Agreement: Implications and Future Directions (1997) avec Sarah Kanter[39]
- Women's Political Voice in ASEAN: Sharing a Vision (1997) avec Norbert von Hofmann[40]
- Cambodian Approach to Conflict Resolution (1998) avec Samraing Kamsan[41]
- Skepticism, Outrage, Hope: Reactions to the Death of Pol Pot (1998) avec Tania Theriault[42]
- ASEAN A to Z: A Lexicon of ASEAN-Related Terminology (1998)[43]
- Cambodia's Future in ASEAN: Dynamo or Dynamite? (1998) avec Jeffrey A. Kaplan[44]
- National Elections: Cambodia's Experiences and Expectations (1998) avec Norbert von Hofmann[45]
- Cambodia and the International Community: The Quest for Peace, Development, and Democracy (1998)[46]
- Principles Under Pressure: Cambodia and ASEAN's Non-Interference Policy (1999) avec Jeffrey A. Kaplan[47]
- Shared Leadership and Trust Building in Cambodia: Learning from the Past, Sharing Experiences, Views and Visions, and Drawing Lesson for the Future (1999) avec Samraing Kamsan[48]
- Grassroots Democracy in Cambodia: Opportunities, Challenges and Prospects (1999) avec Samraing Kamsan[49]
- ASEAN 10 is Born: Commemorating Cambodia's Entry into ASEAN (1999)[50]
- Banking on Knowledge: The Genesis of the Global Development Network, The challenges of intervention for Cambodian think tanks  (2000)
- The Greater Mekong Sub region and ASEAN from Backwaters to Headwaters (2000) avec Jeffrey A. Kaplan[51]
- Cambodia in the New Millennium: Managing the Past and Building the Future (2000) avec Samraing Kamsan
- Emerging Civil Society in Cambodia: Promotion of Human Rights and Advancement of Democracy (2001) avec Samraing Kamsan and Luy Chanphal [Khmer][52]
- ASEAN A to Z: A Lexicon of ASEAN-Related Terminology, 2e édition (2001)
- Building Civil Society for Good Governance in Cambodia: Achievements, Challenges and Prospects (2001) avec Samraing Kamsan [Khmer]
- The Role and Function of Cambodian Parliament: Achievements, Challenges and Prospects (2001) avec Van Buntheth and Luy Chanphal[53]
- Cambodia's Foreign Policy and ASEAN: from non-alignment to engagement (2002)[54]
- Whispering in the Ears of Power: The Role of ASEAN Track-Two Diplomacy (2002)[55]
- Communal Council Elections and Grassroots Democracy in Cambodia (2002) avec Samraing Kamsan and Inn Tong Ann
- Civil-Military Relations in Cambodia: Issues, Challenges and Prospects (2002)[56]
- Strengthening Civil Society-Government Partnership for Good Governance and Development in the Public Sector in Cambodia: Achievements, Challenges and Future Directions (2002) avec Samraing Kamsan[57]
- Elections in Cambodia: Lessons Learned and Future Directions (2002)[58]
- Sustainable Development, Poverty Reduction and Good Governance in Cambodia (2002) avec Chap Soptharith [Khmer]
- Military Reform in Cambodia: Demobilization and Reintegration (2002) avec Inn Tong Ann[59]
- Strengthening Civil Society-Parliament Partnership for Good Governance in Cambodia: Achievements, Challenges and Prospects (2003) avec Samraing Kamsan[60]
- Legislative Review and Development in Cambodia in the Last Ten Years: Achievements, Challenges and Prospects (2004) avec Samraing Kamsan[61]
- The Making of the ASEAN Charter, A Personal Reflection (2009) by Tommy Koh (2009)[62]

## Récompenses et distinctions
- Medal of National Merit (2015)
- Honorary Doctorate in Literature, Kalinga Institute of Industrial Technology, Inde (2014)[63]
- Honorary Doctorate of Public Service, Ohio University, U.S.A. (2007)[64]
- Royal Order of Cambodia, Grand Cross (2013)
- Royal Order of Sowathara, Grand Officer (2007)[65]
- Royal Order of Cambodia, Grand Officer (2007)
- Royal Order of Monisaraphon, Commander (2006)[réf. nécessaire]
- Royal Order of Monisaraphon, Chevalier (2003)[réf. nécessaire]
- Royal Order of Monisaraphon, Officer (2003)[réf. nécessaire]